# لتره
لتره (به ایتالیایی: Lettere) یک کومونه در ایتالیا است که در استان ناپل واقع شده‌است.

## خصوصیات
لتره ۱۲٫۰ کیلومترمربع مساحت و ۵٬۹۱۷ نفر جمعیت دارد.